# Дотрмер, Марсель
Марсель Дотрмер (фр. Marcel Dautremer; 1906, Париж — 1978, Париж) — французский композитор, дирижёр и музыкальный педагог.
Окончил Парижскую консерваторию, ученик Поля Дюка (композиция) и Филиппа Гобера (дирижирование).
Автор многочисленных камерных сочинений, главным образом для различных духовых инструментов в сопровождении фортепиано.
В 1946—1969 гг. директор Консерватории Нанси, одновременно возглавлял также Симфонический оркестр Нанси. Соучредитель (1947) и первый вице-президент Ассоциации камерной музыки Лотарингии (фр. Association Lorraine de Musique de Chambre). В 1948—1958 гг. президент французской Ассоциации директоров национальных и муниципальных консерваторий. Написал ряд педагогических сочинений, в том числе «Полный курс музыкального образования» (фр. Cours complet d'éducation musicale; 1952).